# Doris Sands Johnson
Doris Louise Sands Johnson (19 de junio de 1921 - 21 de junio de 1983) fue una maestra, sufragista y política bahameña. Fue la primera mujer bahameña en disputar una elección en las Bahamas, la primera mujer nombrada en el Senado, y la primera mujer a la que se le otorgó un papel de liderazgo en el Senado. Una vez en la legislatura, fue la primera mujer en ser nombrada ministra del gobierno y luego fue elegida como la primera mujer presidenta del Senado. Fue la primera mujer en servir como Gobernadora General Interina de las Bahamas, y fue honrada como Dama comendadora de la Orden del Imperio Británico por la Reina Isabel II.

## Biografía

### Antecedentes y educación
Doris Louise Sands nació el 19 de junio de 1921 en St. Agnes, Isla Nueva Providencia, Bahamas, hija de Sarah Elizabeth (nacida Fyne) y John Albert Sands. Después de completar su educación secundaria, Sands comenzó a enseñar a la edad de 15 años. El 3 de enero de 1943 en la Iglesia Bautista Zion en Nassau, Sands se casó con Ratal Allen Johnson. Posteriormente tuvieron un hijo y Johnson trabajó durante 17 años para ganar dinero para poder continuar con su educación. Alrededor de 1953, pudo inscribirse en la Virginia Union University en Richmond, Virginia, graduándose con una licenciatura en educación. Regresó a las Bahamas en 1956  y se unió al Partido Liberal Progresista (PLP). Con una beca gubernamental de cuatro años para continuar su educación en Canadá, Johnson se inscribió en un programa de maestría en administración educativa. Comenzando sus estudios en el Colegio de Educación MacDonald de la Universidad McGill, obtuvo su maestría y comenzó a trabajar en su doctorado en el Colegio de Educación de Ontario en la Universidad de Toronto. En medio de sus estudios, el gobierno finalizó la beca durante su tercer año de estudios en el extranjero, con el pretexto de que su maestría se había completado. Johnson creía que habían finalizado su beca porque participaba activamente del movimiento sufragista. Ella ayudó a fundar el Movimiento de Sufragio de Mujeres en las Bahamas, y en 1958 tanto la Federación de Trabajo de las Bahamas como el Consejo Nacional de la Mujer, viajando a casa de manera intermitente durante sus estudios para trabajar en pos del derecho a voto. Regresó a casa, pero se le informó que los únicos puestos disponibles para los administradores de la enseñanza eran en las islas periféricas. 

### Ascenso político
Sintiendo que sus oportunidades de empleo estaban siendo bloqueadas, ese mismo año, el 19 de enero de 1959, Johnson pidió dirigirse a los miembros de la Cámara de la Asamblea de las Bahamas, pero le dijeron que solo podía hablar después de que la sesión terminara, a lo que ella estuvo de acuerdo. En su discurso, señaló que se había presentado una petición a la Cámara en 1958 para sufragio, que según los Miembros solo mostraba 13 peticionarios y 529 signatarios. Proporcionó copias mimeografiadas que mostraban que el número real era de 2.829 personas e incluía personas de Islas Ábaco, Andros, Isla Cat, Eleuthera, Exuma, Gran Bahama, Isla Larga y Nueva Providencia. Ella se quejó de que las mujeres estaban siendo gravadas sin representación y razonó que si el voto no se les extendía, ya no deberían tener que pagar impuestos. Insistió en que las mujeres eran miembros activos de la sociedad y estaban listas, dispuestas y capaces de participar como ciudadanas de pleno derecho. Aunque los miembros del Parlamento quedaron impresionados con el discurso, no hicieron nada.
En 1960, Johnson, como líder del Movimiento de Sufragio de Mujeres, y Eugenia Lockhart, secretaria de la organización, fueron a Londres para defender el caso por sufragio. Se reunieron con la sucursal de Londres de la Alianza Internacional de Mujeres para discutir la situación en las Bahamas, alegando que aunque tenían el apoyo de la mayoría de las mujeres de las Bahamas, muchas mujeres no podían expresar su aprobación porque estaban empleadas por comerciantes y por el gobierno, quienes se oponían a la causa. También buscaron una audiencia en la Oficina Colonial para expresar sus demandas, acompañadas por el presidente del PLP, Henry Milton Taylor. Se reunieron con el Secretario de Estado para las Colonias, Iain Macleod, y dos parlamentarias británicas, la baronesa Joan Vickers y la baronesa Eirene White. A los bahameños se les aseguró que su caso fue aceptado y que pronto se produciría un cambio. Regresaron, pero no se produjo ningún cambio.

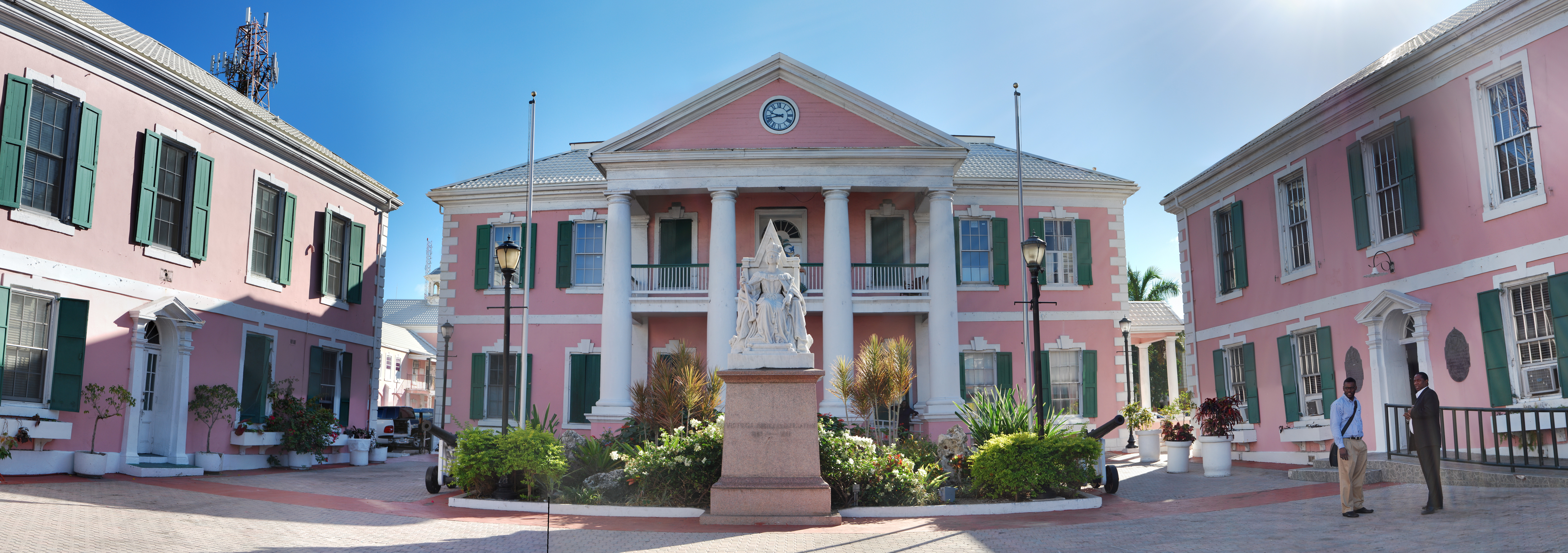
Edificio del Parlamento de las Bahamas.

Los partidarios se reunieron y recaudaron fondos para que Johnson completara su educación en los Estados Unidos, y ella se inscribió en la Universidad de Nueva York, completando su doctorado en Educación en 1962. Cuando el sufragio se aprobó en 1961, Johnson inmediatamente entró en la carrera política, aceptando una nominación como candidata PLP para el Distrito Eleuthera. Ella escribió un folleto titulado The Next Step: Votes for Women en el que explicaba información útil para votar, cómo registrarse para votar y emitir un voto. Perdió la carrera, pero tres años más tarde participó en un debate para impulsar un gobierno mayoritario sobre el desequilibrio parlamentario en las Bahamas con una delegación del PLP en las Naciones Unidas. En esa reunión, se reunió con el presidente de su alma mater de Virginia Union, y aceptó un puesto de profesora en la Universidad del Sur en Baton Rouge, Luisiana. Poco más de un año después, Johnson dejó Luisiana y regresó a las Bahamas para participar en las elecciones de 1967. El PLP ganó la mayoría de los escaños y se convirtió en la primera mujer nombrada para servir en el Senado de las Bahamas. Uno de sus primeros actos fue formar un comité para ayudar a la diáspora haitiana que había huido a las Bahamas debido a los disturbios en su propio país. Con un estimado de 20 000 a 30 000 refugiados y un decreto del gobierno para dejar de emitir permisos de trabajo a los haitianos, la situación era crítica. Al año siguiente, el PLP obtuvo una victoria aplastante en las elecciones de 1968 y Johnson fue reelegida para el Senado y nombrada como la primera mujer en liderar los negocios del gobierno. 
De 1968 a 1973, Johnson fue la ministra de Transporte y convirtiéndose en la primera mujer que sirviera en el Gabinete de las Bahamas. En 1972, Johnson publicó un libro titulado The Quiet Revolution in the Bahamas (La revolución silenciosa en las Bahamas), que discutía la lucha por la paridad racial y la independencia, comparando los esfuerzos en las Bahamas con el Movimiento de los Derechos Civiles de Estados Unidos y la lucha de Martin Luther King. El libro ha sido llamado "uno de los relatos más importantes de los eventos y personalidades involucradas en el logro de la Regla de la Mayoría y la Independencia en las Bahamas". Al año siguiente, cuando las Bahamas se independizaron de Gran Bretaña, Johnson renunció a su cargo como Ministra y fue elegida como la primera mujer Presidenta del Senado. En 1977, poco después de ser reelegido para la presidencia, Johnson recibió a la Reina Isabel II. En 1979, se desempeñó brevemente como Gobernadora General interina de las Bahamas, la primera mujer en hacerlo, y ese mismo año fue honrada como Dama Comandante de la Orden del Imperio Británico.
Además de sus roles oficiales, Johnson se desempeñó como miembro fundador del Grupo de Folclore de Bahamas y habló en varios grupos de mujeres en las Bahamas y los Estados Unidos. También se desempeñó como presidenta de la Asociación Nacional de Viviendas para Mujeres y coordinadora de la Auxiliar de Mujeres de la Convención Bautista Misionera y Educativa de Bahamas.
Johnson murió a los 62 años el 21 de junio de 1983. Póstumamente, en 2002 se inició una escuela con su nombre en Nassau y se inauguró oficialmente en 2011.

## Trabajos seleccionados
- Johnson, Doris L. (19 de enero de 1959). Call for Equal Rights for All Bahamian Women (Llamado a la igualdad de derechos para todas las mujeres bahameñas)(discurso). Reunión de los miembros de la Cámara de la Asamblea. Casa de Gobierno, Nassau, Bahamas. Contenido en Fawkes, Sir Randol F. (2003).  Fawkes, Rosalie J.; Fawkes, Francis; Fawkes, David, eds. The Faith That Moved the Mountain: A Memoir of a Life and the Times (Memorial edición). Nassau, Bahamas: Dodd Printers. pp. 204-210. Archivado desde el original el 17 de octubre de 2016. Consultado el 10 de marzo de 2020.
- Johnson, Doris L. (1962). A guide for the establishment of an advisory council to the Bahamas Board of Education: based upon a study of advisory services to the Central British Educational Authority from 1899 to 1959 (Ed. D.). New York University.
- Johnson, Doris L. (1962). The Next Step: Votes for Women. Nassau, Bahamas.[15][16]
- Johnson, Doris L. The Man on the Black Horse. Nassau, Bahamas.[22]
- Johnson, Doris L. (1972). The Quiet Revolution in the Bahamas. Nassau, Bahamas: Family Islands Press.
- Johnson, Doris L. (1973). Age of Awareness. Nassau, Bahamas.[22]
- Johnson, Doris L. (1989). «Political Change».  En Collinwood, Dean W.; Dodge, Steve, eds. Modern Bahamian Society. Parkersburg, IA, USA: Caribbean Books. pp. 33–38. ISBN 0931209013.